# Gomer Berry, 1:e viscount Kemsley
James Gomer Berry (från 1936 1:e baron Kemsley av Farnham Royal, från 1945 1:e viscount Kemsley av Dropmore), född 1883, död 1968, var en brittisk tidningsmagnat.
James Berry var son till en egendomsmäklare och kommunalman i Wales, kom 1899 tillsammans med sin bror William Evert Berry (senare viscount Camrose) till London, där bröderna snabbt slog igenom som tidningsgrundare och tillsammans med lord Northcliffe och lord Beaverbrook blev pionjärer för den moderna pressen som växte fram i Storbritannien på 1910– och 1920-talen. Kemsley framträdde mest utåt av bröderna och blev känd som Sir Gomer Berry och blev 1928 baronet. Efter koncernens upplösning och konsolidering övertog Kemsley de flesta och mest lönsamma av dess tidningar och tidskrifter. År 1950 kontrollerade han ett fyrtiotal tidningar av olika slag i London och på andra håll i Storbritannien, av vilka fem var nationella tidningar som The Sunday Times och Sunday Graphic. Han ägde även bland annat Daily Graphic, Manchesters och Glasgows största tidningar respektive Daily Dispatch och Daily Record and Mail. Kemsley gjorde ovärderliga tjänster för konservatismen inom det brittiska imperiet men lyckades inte vinna samma personliga anseende som sin bror, lord Camrose.